# Pulaski (Ohio)
Pulaski é um lugar designado pelo censo localizado no condado de Williams no estado estadounidense de Ohio. No Censo de 2010 tinha uma população de 132 habitantes e uma densidade populacional de 324,62 pessoas por km².

## Geografia
Pulaski encontra-se localizado nas coordenadas 41° 30′ 39″ N, 84° 30′ 28″ O. Segundo o Departamento do Censo dos Estados Unidos, Pulaski tem uma superfície total de 0.41 km², da qual 0.41 km² correspondem a terra firme e (0%) 0 km² é água.

## Demografia
Segundo o censo de 2010, tinha 132 pessoas residindo em Pulaski. A densidade populacional era de 324,62 hab./km². Dos 132 habitantes, Pulaski estava composto pelo 96.97% brancos, 0.76% eram afroamericanos, 0% eram amerindios, 0% eram asiáticos, 0% eram insulares do Pacífico, 1.52% eram de outras raças e 0.76% pertenciam a duas ou mais raças. Do total da população 6.06% eram hispanos ou latinos de qualquer raça.